# ويستلايك (تكساس)
ويستلايك (بالإنجليزية: Westlake)‏ هي مدينة أمريكية تقع في ولاية تكساس.تبلغ مساحة هذه المدينة 17.3 (كم²)،ويبلغ عدد سكانها 702 نسمة حسب إحصاء سنة 2010 م. تشير إحصاءات سنة 2000م بأن الكثافة السكانية في هذه المدينة تقدر بـ(40.57) نسمة/كم2.